# Claire Bataille
Pour les articles homonymes, voir Bataille (homonymie).
Claire Bataille, née le 10 avril 1940 à Anvers, est une architecte d'intérieur et designeuse contemporaine belge. Elle est connue pour tisser des relations entre l'intérieur et l'architecture. De 1968 à 2020, elle travaille en collaboration avec Paul Ibens (nl) au sein de leur agence de design Bataille-Ibens Design.

## Biographie
Claire Bataille,, suit le cours d'architecture d'intérieur à la Nationaal Hoger Instituut voor Bouwkunst en Stedebouw (NHIBS, aujourd'hui fusionné avec la Faculté des sciences du design de l'Université d'Anvers) d'Anvers, avec, entre autres, Jul De Roover (nl) comme enseignant.
Après ses études, elle dessine des meubles et rencontre du succès. Depuis lors, elle continue de dessiner meubles, luminaires, vaisselle etc, parallèlement au cabinet d'architecture qu'elle gère avec Paul Ibens
De 1969 à 1973, Claire Bataille enseigne aussi le dessin et la conception dans l'espace à l’École des Arts visuels de la Cambre à Bruxelles.
Elle est membre du conseil d'administration du NHIBS de 1989 à 1997.
Depuis 1996, elle est Membre du Conseil d’administration de la Fondation pour l’Architecture, à Bruxelles et, depuis 1997, Membre du Conseil d'administration du Centrum voor Architectuur en Design, à Courtrai

## Collaboration avec Paul Ibens
Claire Bataille et Paul Ibens (1939-2020) ont fait leurs études  ensemble. Lorsque le journal The Daily Mirror organise un concours, en 1968, pour des designers, consistant à créer un fauteuil pour un homme, et d'un fauteuil pour une femme, ils y participent ensemble et remportent le deuxième prix devant un jury prestigieux incluant Ray et Charles Eames .
Dans la foulée, ils ouvrent le bureau de design Bataille-Ibens à Anvers dans le cadre duquel ils réalisent un grand nombre d’œuvres : des logements privés, des magasins, des bureaux et des espaces publics. Ils créent également des meubles et des objets usuels. Par l'intermédiaire du peintre Jef Verheyen, ils entrent en contact avec Gerard Lens dont ils conçoivent la maison à Francfort. Parmi leurs réalisations remarquables figure la maison Corthout à Schilde (1973), une construction à ossature métallique qu'ils réalisent avec l'architecte Lieven Langohr. Claire Bataille et Paul Ibens signent la rénovation du Château de Groenhoven en 1999.
En 1995, le bureau de design devient la SPRL Ibens & Bataille, consacrée à la création de meubles et objets et à leur suivi de production.
En 2013, Claire Bataille et Paul Ibens transmettent leur SPRL à deux jeunes architectes bruxellois Laurence Vander Elst et Gregory Wantiez avec qui ils travaillent déjà depuis plusieurs mois. Claire Bataille continue à travailler dans la nouvelle entité, Wave architecture, à un rythme moins soutenu.
Les archives complètes de Bataille & Ibens ont été confiées à l'Institut flamand d'architecture (Vlaams Architectuurinstituut (nl) VAI).

## Style artistique
L'œuvre de Claire Bataille, notamment dans sa collaboration avec Paul Ibens est caractérisée par la recherche d'une grande simplicité, la précision et le sens de l'équilibre. Elle est très attachée au nombre d'or, principe qu'elle applique dans tout son travail. Claire Bataille et Paul Ibens établissent aussi le lien entre architecture et intérieur, en revenant à une esthétique et une cohésion des matériaux et de la construction.

## Œuvres (sélection)
- Maison d'habitation Corthout à Schilde, 1973
- Système de préfabrication en bois 78+, 1978
- Verres Palladio en cristal, 1986, pour When Objects Work
- Couverts en argent Ag+ , 1986 pour When Objects Work
- Table H2O-tafel, 1994, pour Bulo
- Bâtiment de bureau Van Hoecke, Saint Nicolas, 1998
- Transformation d'un bâtiment de parking en atelier d'art pour Isabelle de Borchgraeve, 2007-2010[11]

## Distinctions
- 1963 : Daily Mirror Second International Furniture Design Competition[7]
- 1978 : Sigle d'Or (Centre belge du design) pour Knoopunt 78+
- 1980 : Sigle d'Or (Centre belge du design)  ‘78+’ prefab systeem
- 1997 : Trophée Benelux de la galvanisation à chaud, décerné par Progalva
- 2001 : 
  - Prix Vizo Henry Van de Velde Prijs
  - ICFF New York Editors Award pour le mobilier d'extérieur, 'Bench'
- 2009 : Priw Intérieur (Fidias)[12]
- 2013 :  Award Wallpaper à Londres[5]

## Expositions
- 2003 : Claire Bataille & Paul Ibens. Projecten en objecten 1968 – 2002, Designmuseum Gand[13]
- 2021 : Claire Bataille & Paul Idens. Unfolding the Archives #3, De Singel, Anvers [14]

## Publications
- Claire Bataille, Paul Ibens, Selected works, 2 vol., Beta Plus, 2009  (ISBN 978-9089440211)